# Lisa Backwell
Lisa Backwell est une actrice britannique, connue pour son rôle de Pandora Moon dans Skins.

## Filmographie

### Courts-métrages
- 2011 : Ella
- 2012 : Too Good of a Samaritan

### Séries télévisées
- 2008-2010 : Skins : Pandora Moon
- 2012 : Les Enquêtes de Morse : Anne Porter
- 2015 : Poldark